# 시모쿠로세촌
시모쿠로세촌(일본어: 下黒瀬村)은 히로시마현 가모군에 있던 촌이다. 현재의 히가시히로시마시의 일부에 해당한다.

## 역사
- 1889년 4월 1일 - 정촌제 시행에 의해 가모군 시모쿠로세촌이 성립하였다.
- 1954년 3월 31일 - 노미오촌, 가미쿠로세촌, 나카쿠로세촌과 합병, 정으로 승격해 구로세정이 신설해 폐지되었다.

## 참고문헌
- 『市町村名変遷辞典』東京堂出版、1990年。